# Mołdawia na Zimowych Igrzyskach Olimpijskich 2014
Mołdawię na Zimowych Igrzyskach Olimpijskich 2014 reprezentowało 4 zawodników.

## Kadra

### Biathlon

#### Kobiety
- Alexandra Camenșcic

| Zawodniczka         | Konkurencja       | Czas    | Miejsce |
| ------------------- | ----------------- | ------- | ------- |
| Alexandra Camenșcic | Sprint            | 27:37.0 | 84.     |
| Alexandra Camenșcic | Bieg pościgowy    | -       | -       |
| Alexandra Camenșcic | Bieg indywidualny | -       | -       |
| Alexandra Camenșcic | Bieg masowy       | -       | -       |

### Biegi narciarskie

#### Kobiety
| Zawodnik            | Konkurencja       | Czas    | Pozycje |
| ------------------- | ----------------- | ------- | ------- |
| Alexandra Camenșcic | Bieg indywidualny | 39:52,6 | 71.     |

#### Mężczyźni
| Zawodnik       | Konkurencja | Czas    | Pozycje |
| -------------- | ----------- | ------- | ------- |
| Victor Pînzaru | sprint      | 4:04,91 | 77.     |

### Narciarstwo alpejskie

#### Mężczyźni
| Zawodnik      | Konkurencja | Czas 1. przejazdu | Czas 2. przejazdu | Czas łączny         | Pozycje             |
| ------------- | ----------- | ----------------- | ----------------- | ------------------- | ------------------- |
| Georg Lindner | supergigant |                   |                   | Nie ukończył zjazdu | Nie ukończył zjazdu |

### Saneczkarstwo
| Zawodnik       | Konkurencja      | Ślizg 1 | Ślizg 2 | Ślizg 3 | Ślizg 4 | Łącznie  | Pozycja |
| -------------- | ---------------- | ------- | ------- | ------- | ------- | -------- | ------- |
| Bogdan Macovei | Jedynki mężczyzn | 54,591  | 54,271  | 53,925  | 53,779  | 3:36,566 | 36.     |